# Venus Mobile Explorer

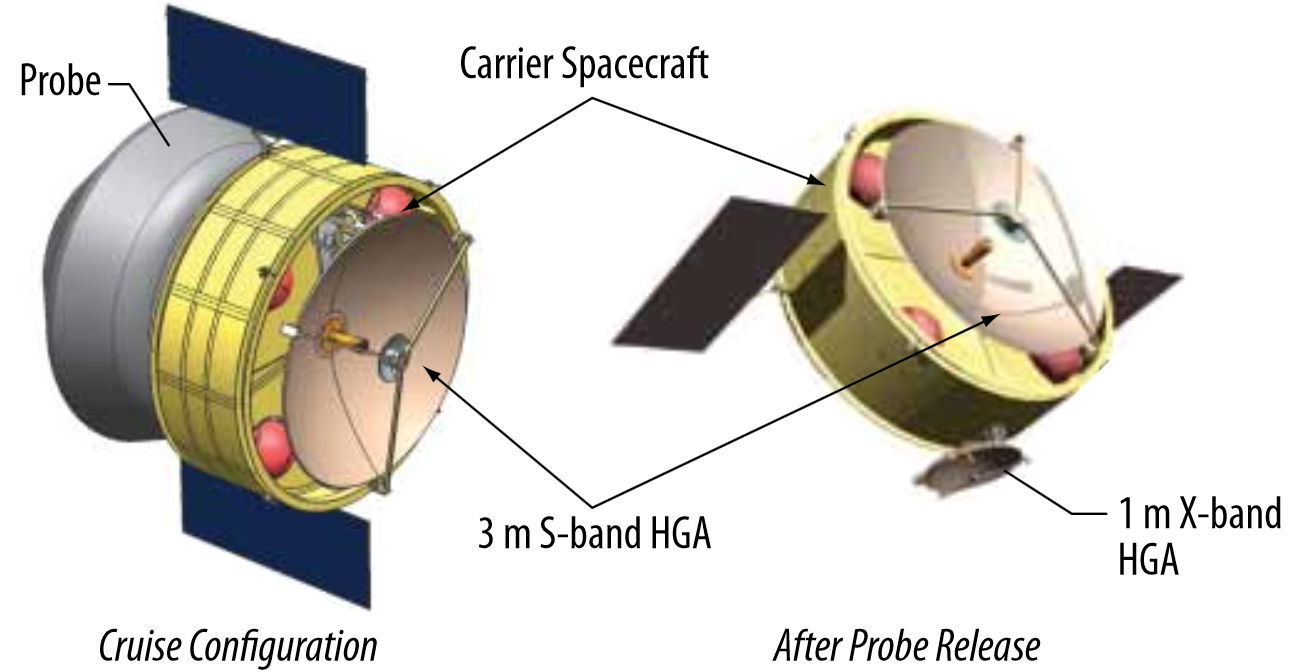
La sonde spatiale durant son transit puis après avoir largué le module de descente

Venus Mobile Explorer est un projet de sonde spatiale de la NASA étudié en 2009 dont l'objectif était l'analyse in situ de la surface de Vénus. Cette mission de type Flagship (cout de plusieurs milliards de dollars) répondait à certains des objectifs définis par le groupe de travail Venus Exploration Analysis Group (VEXAG). Le projet n'a pas été concrétisé par la suite. La mission devait permettre une étude de la composition et de la minéralogie du sol dans les hautes terres de la planète en deux endroits distincts et de réaliser des photos aériennes au cours d'un survol de 3 à 4 heures à une altitude de 3 km.

## Objectifs
Les objectifs principaux de la mission sont : 
- déterminer si une atmosphère secondaire s'est formée à la suite du grand bombardement tardif et l'introduction de matériaux extrasolaires dont des volatils ;
- identifier les principales formations géologiques, les isotopes... ;
- déterminer la stratigraphie et la morphologie des formations au sol ;
- déterminer le taux d'échange des éléments chimiques clés (oxygène, carbone, soufre) entre la surface et l'atmosphère ;
- définir les contraintes temporelles dans lesquelles s'inscrit un hypothétique océan qui aurait pu exister par le passé ;
- déterminer les fluctuations des paramètres de l'atmosphère tels que la pression, la température et la vitesse des vents ;
- mesurer le champ magnétique près de la surface.

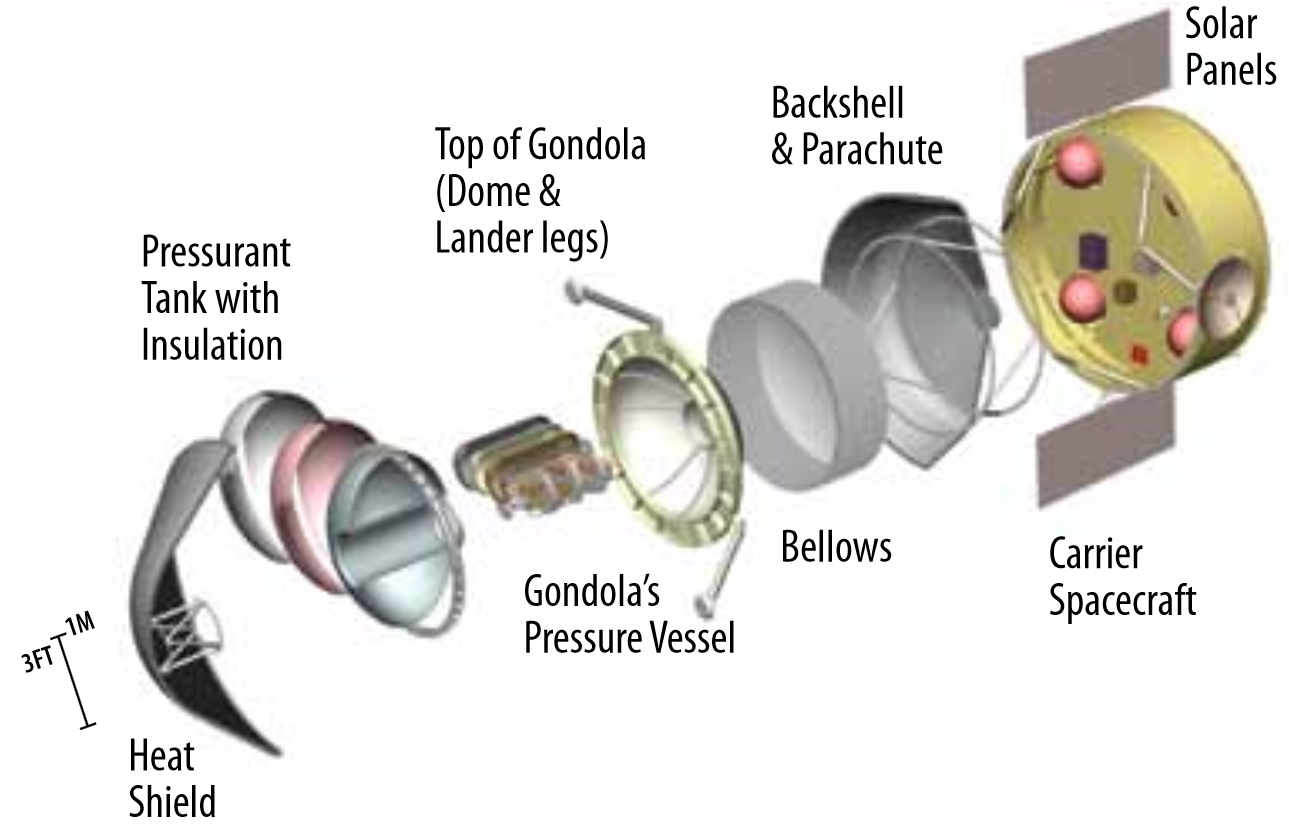
Vue éclatée de la sonde spatiale

## Caractéristiques de la sonde spatiale
La sonde spatiale qui a une masse maximale de 4 021 kg (sans ergols) comprend les éléments suivants :
- le module qui est chargé d'assurer le transit entre la Terre et Vénus (masse 1 100 kg) et qui, après avoir largué le module de descente, poursuit son vol et assure le relais entre l'atterrisseur et la Terre ;
- le module de descente qui lui-même comprend deux éléments :
  - un ensemble formé par un bouclier thermique et des parachutes d'une masse de 1 139 kg qui protègent et ralentissent l'atterrisseur durant sa descente vers le sol de Vénus,
  - l'atterrisseur composé de deux sous-ensembles :
    - l'ensemble gonflable d'une masse de 1 132 kg qui comprend également le système utilisé pour gonfler,
    - la gondole pressurisée et isolée sur le plan thermique d'une masse de 1 782 kg qui contient les 41 kg d'instruments scientifiques et les équipements permettant de faire fonctionner la sonde.

### Instrumentation scientifique
Les instruments embarqués comprennent :
- un spectromètre de masse neutre NMS qui mesure les ratios des isotopes des gaz nobles et la présence des autres gaz ;
- un spectromètre infrarouge de type TLS (Tunable Laser Spectrometer) mesure les traces de gaz ainsi que les multiples isotopes des molécules porteuses d'atomes de soufre et d'hydrogène ;
- une caméra fonctionnant en proche infrarouge (1,1 micromètre) fournit des images de la surface durant la descente et pendant le survol entre les deux points d'atterrissage. Sa résolution est de 2 mètres par pixel lorsque l'atterrisseur se trouve à 2 km au-dessus de la surface (focale de 50°). La caméra a un capteur de 1 mégapixel ;
- un instrument d'analyse spectroscopique induite par ablation laser (Laser Induced Breakdown Spectroscopy, LIBS) permet de déterminer la composition des roches jusqu'à une distance de 2 mètres ;
- un magnétomètre triaxial fluxgate ;
- une station atmosphérique mesurant la température et la pression.

## Déroulement prévu de la mission
La sonde spatiale, compte tenu de sa masse et de son encombrement, doit être lancée par une fusée aux caractéristiques similaires à une Atlas V 551 à coiffe courte. Elle suit une trajectoire de type II. Pour le lancement qui était programmé en mai 2023, il était prévu un premier survol de Vénus et le largage du module de descente n'intervenait qu'au deuxième passage 112 jours plus tard.

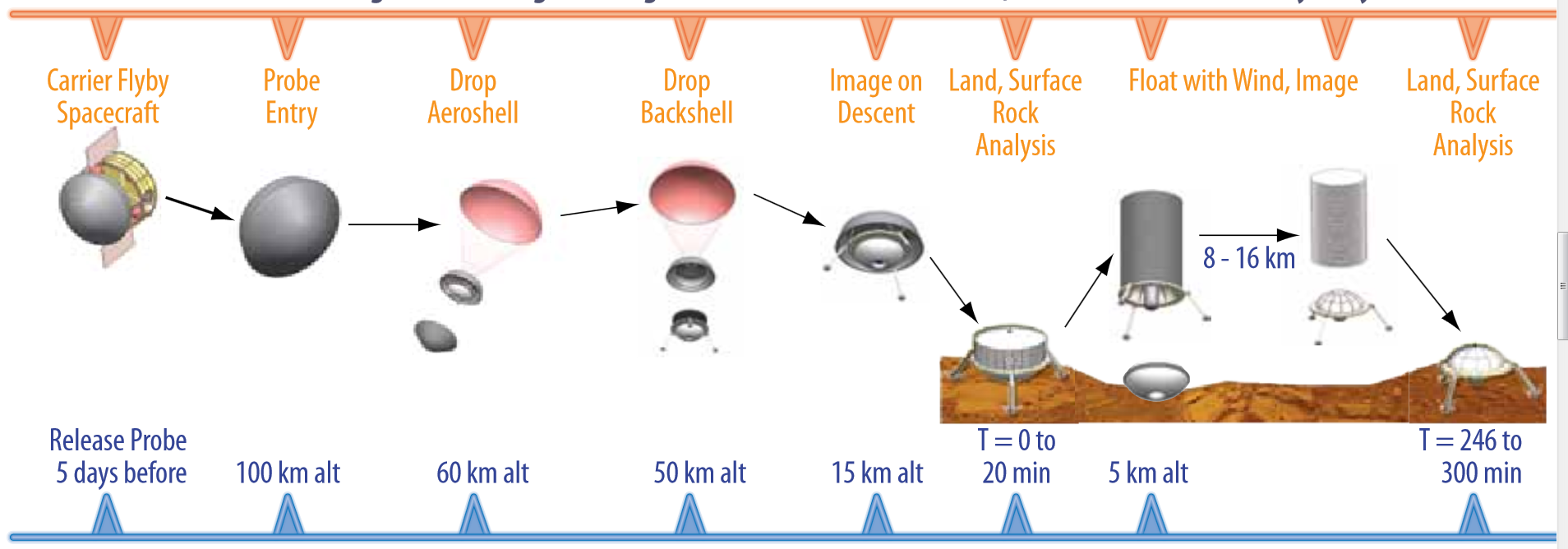
Déroulement de l'atterrissage et de la phase scientifique

Cinq jours avant l'arrivée sur Vénus, le module de descente se détache tandis que le reste de la sonde poursuit sa course en survolant Vénus. Le moment de l'atterrissage est choisi de manière que le Soleil soit au moins à 45° au-dessus de l'horizon pour fournir de bonnes conditions d'éclairage à la caméra. Une heure avant le début de la rentrée atmosphérique, la sonde se met en position permettant par la suite une transmission continue des données vers la partie de la sonde qui poursuit le survol et qui est chargée de relayer les données vers la Terre. Le bouclier thermique protège la sonde spatiale de l'intense réchauffement qui se produit au début de la rentrée. Il est largué au bout d'une minute et un parachute est déployé. Le parachute est à son tour largué et l'atterrisseur poursuit la descente durant 60 minutes. La trainée dans l'atmosphère épaisse de Vénus est suffisante pour assurer une vitesse d'atterrissage de moins de 10 m/s sans parachute. Durant toute cette phase de la descente, les instruments analysent les caractéristiques de l'atmosphère qui sont transmises à la partie de la sonde qui poursuit son survol par l'intermédiaire d'une antenne omnidirectionnelle située au sommet de la partie gonflable. Une fois au sol, l'instrument LIBS réalise durant les 15 minutes suivantes plusieurs analyses d'échantillon du sol.
Une fois celles-ci achevées, l'ensemble gonflable est rempli d'hélium et l'atterrisseur moins le réservoir d'hélium (resté au sol) s'élève à 3 km au-dessus de la surface du sol par l'effet de la poussée d'Archimède particulièrement efficace dans cette atmosphère dense. L'atterrisseur est poussé par les vents vénusiens durant 220 minutes et parcourt ainsi 8  à   16 km. Durant ce survol, des photos de la surface sont prises avec la caméra tandis que l'atmosphère est analysée. La partie gonflable est alors éjectée et l'atterrisseur se pose à nouveau sur le sol où il effectue une deuxième analyse du sol. Ces mesures ainsi que la transmission de l'ensemble des données prennent environ une heure. La gondole contenant les instruments est conçue pour résister au moins 5 heures à la pression et à la température.

### Sources
- (en) Lori S. Glaze et al., « Venus Mobile Explorer (VME) : a mission concept study for the National Research Council Planetary Dacadal Survey », NASA,‎ 18 décembre 2009, p. 1-12 (lire en ligne) Rapport d'étude de la mission par la NASA